# Michael Rulli
Michael Anthony Rulli, né le 11 mars 1969 à Poland, est un homme politique américain membre du Parti républicain. Depuis 2024, il représente le 6e district de l'Ohio à la Chambre des représentants des États-Unis.